# Chassieu
Chassieu är en kommun i departementet Rhône i regionen Auvergne-Rhône-Alpes i östra Frankrike. Kommunen ligger i kantonen Décines-Charpieu som tillhör arrondissementet Lyon. År 2022 hade Chassieu 11 214 invånare.

## Befolkningsutveckling
Antalet invånare i kommunen Chassieu
| Referens: INSEE |